# The Solution (album de Beanie Sigel)
Pour les articles homonymes, voir The Solution.
Albums de Beanie Sigel
The B. Coming
(2005) The Broad Street Bully
(2009)
Singles
1. All the Above
Sortie : 29 octobre 2007

The Solution est le quatrième album studio de Beanie Sigel, sorti le 11 décembre 2007.
Principalement produit par Dre & Vidal, Reefa et The Runners, on y retrouve de nombreux invités parmi lesquels Jay-Z, R. Kelly, Styles P., Diddy, R. City, Ozzy Osbourne, Scarface, entre autres.
À l'origine, l'opus comptait des productions de  Scott Storch et Sha Money XL, mais ces titres n'ont pas été retenus.
L'album s'est classé 7e au Top R&B/Hip-Hop Albums et 37e au Billboard 200. Il s'est vendu à plus de 60 000 copies aux États-Unis et a reçu de bonnes critiques, Metacritic lui attribuant la note de 72/100.

## Liste des titres
| No  | Titre                                                                                       | Contient un (des) sample(s) de                   | Durée |
| --- | ------------------------------------------------------------------------------------------- | ------------------------------------------------ | ----- |
| 1.  | All the Above (featuring R. Kelly – Produit par The Runners et Kevin Cossom)                | Public Service Announcement (Interlude) de Jay-Z | 4:14  |
| 2.  | 'Bout That (Let Me Know) (featuring Donna Allen – Produit par Cool & Dre)                   |                                                  | 3:31  |
| 3.  | U Ain't Ready 4 Me (featuring Styles P – Produit par Dame Grease)                           |                                                  | 3:18  |
| 4.  | Go Low (featuring R. City – Produit par Eric Hudson)                                        |                                                  | 4:30  |
| 5.  | Gutted (featuring Jay-Z – Produit par Reefa)                                                |                                                  | 4:07  |
| 6.  | Shake It for Me (featuring Diddy, Ghostface Killah et Peedi Peedi – Produit par Rockwilder) |                                                  | 3:33  |
| 7.  | I'm In (Produit par Chad « Wes » Hamilton)                                                  | Make Me a Believer de Luther Vandross            | 3:12  |
| 8.  | H.H.E.H. (Produit par Don Cheegro, Dirty Harry et Boola)                                    |                                                  | 3:57  |
| 9.  | What They Gonna Say to Me (Produit Dre & Vidal)                                             | What They Gonna Do de Jay-Z featuring Sean Paul  | 3:43  |
| 10. | The Day (featuring Ozzy Osbourne – Produit par Dre & Vidal, Don Cheegro et Dirty Harry)     | War Pigs de Black Sabbath                        | 3:35  |
| 11. | Rain (Bridge) (featuring Scarface & Raheem DeVaughn – Produit par Reefa)                    |                                                  | 5:37  |
| 12. | Dear Self (Can I Talk to You) (featuring James Blunt – Produit par Dre & Vidal)             | No Bravery de James Blunt                        | 3:18  |
| 13. | Prayer (featuring Raheem DeVaughn – Produit par Dre & Vidal)                                |                                                  | 3:45  |